# (3749) Balam
(3749) Balam ist ein Asteroid des Hauptgürtels, der am 24. Januar 1982 vom amerikanischen Astronomen Edward L. G. Bowell an der Anderson Mesa Station (IAU Code 688) des Lowell-Observatoriums in Coconino County entdeckt wurde. Benannt wurde der Asteroid nach dem kanadischen Astronomen David D. Balam, dem Mitentdecker des Kometen Zhu-Balam.
Im Februar 2002 entdeckte ein Astronomenteam mit Hilfe des nördlichen Teleskops am Gemini-Observatorium auf dem Mauna Kea, dass (3749) Balam einen Mond besitzt. Dieser Satellit mit der Bezeichnung S/2002 (3749) 1 besitzt einen Durchmesser von circa 1,5 km und umläuft Balam in 110 Tagen in einem Abstand von 310 km.
Im März 2008 entdeckte Franck Marchis einen größeren (3 km) inneren Begleiter, der Balam in 33,38 Stunden im Abstand von 20 km umläuft, so dass es sich um ein Dreifach-System handelt.